# جيمس سكوت (ملحن)
جيمس سكوت (بالإنجليزية: James Scott)‏ هو عازف بيانو وملحن أمريكي، ولد في 12 فبراير 1885 في نيوشو ‏ في الولايات المتحدة، وتوفي في 30 أغسطس 1938 في كانساس سيتي في الولايات المتحدة.

## وصلات خارجية
- جيمس سكوت على موقع ميوزك برينز (الإنجليزية)
- جيمس سكوت على موقع ديسكوغز (الإنجليزية)